# Dendropanax praestans
Dendropanax praestans là một loài thực vật có hoa trong Họ Cuồng cuồng. Loài này được Standl. mô tả khoa học đầu tiên năm 1927.